# Youki (boisson)
Youki est une marque de boisson gazeuse produite et commercialisée en Afrique de l’Ouest. Elle est connue pour la variété de ses saveurs et son positionnement auprès d’un public jeune.

## Produits
La gamme Youki comprend plusieurs parfums, notamment en cocktail de fruits, orange, tonic, pomme, moka café et ananas. 

## Conditionnements
Les boissons Youki sont distribuées sous plusieurs formats dont les bouteilles en plastique PET (33 cl, 50 cl, 1 L, etc.), les bouteilles en verre consignées et en canettes dans certains pays comme la Côte d’Ivoire. 

## Répartition géographique
La marque est présente principalement dans plusieurs pays d’Afrique de l’Ouest tels que le Burkina Faso, Côte d’Ivoire, Bénin, Togo,,

## Communication
Youki est connue pour être associé à une image jeune. Elle apparaît fréquemment dans les campagnes de communication destinées à la jeune génération et participe généralement à des événements culturels et sportifs locaux.